# Seznam zápasů české fotbalové reprezentace 2009
V roce 2009 odehrála česká fotbalová reprezentace 11 mezistátních zápasů, z toho 6 kvalifikačních o MS 2010, 2 na turnaji ve Spojených arabských emirátech a 3 přátelské. Celková bilance byla 4 výhry, 4 remízy a 3 prohry. Hlavním trenérem ve všech zápasech až po utkání se Slovenskem byl Petr Rada. Na jedno utkání ho vystřídal František Straka. Následně reprezentaci vedl Ivan Hašek a po utkání se Severním Irskem se novým trenérem reprezentace stal Michal Bílek.

## Přehled zápasů
| 10. února 2009 přátelský |       |       |                                            |
| Maroko                   | 0 – 0 | Česko | Casablanca diváci: 38 000 rozhodčí: Alakim |
|                          |       |       | Casablanca diváci: 38 000 rozhodčí: Alakim |

| 28. března 2009 kvalifikace MS 2010, skupina 3 |       |       |                                                                      |
| Slovinsko                                      | 0 – 0 | Česko | Maribor diváci: 12 000 rozhodčí: Pedro Proenca Oliveira Alves Garcia |
|                                                |       |       | Maribor diváci: 12 000 rozhodčí: Pedro Proenca Oliveira Alves Garcia |

| 1. dubna 2009 kvalifikace MS 2010, skupina 3 |       |                          |                                                               |
| Česko                                        | 1 – 2 | Slovensko                | Letná, Praha diváci: 8 407 rozhodčí: Alberto Undiano Mallenco |
| Jankulovski 30'                              |       | 22' Šesták 83' Jendrišek | Letná, Praha diváci: 8 407 rozhodčí: Alberto Undiano Mallenco |

| 5. června 2009 přátelský |       |       |                                                                        |
| Česko                    | 1 – 0 | Malta | Chance Arena, Jablonec nad Nisou diváci: 6 920 rozhodčí: Fautrel Fredy |
| Necid 77'                |       |       | Chance Arena, Jablonec nad Nisou diváci: 6 920 rozhodčí: Fautrel Fredy |

| 12. srpna 2009 přátelský                 |       |                |                                                              |
| Česko                                    | 3 – 1 | Belgie         | Na Stínadlech, Teplice diváci: 13 890 rozhodčí: Sippel Peter |
| Hubník 27' Baroš 42' (pen.) Rozehnal 78' |       | 12' Vertonghen | Na Stínadlech, Teplice diváci: 13 890 rozhodčí: Sippel Peter |

| 5. září 2009 kvalifikace MS 2010, skupina 3 |       |                     |                                                                      |
| Slovensko                                   | 2 – 2 | Česko               | Tehelné pole, Bratislava diváci: 22 000 rozhodčí: Tom Henning Øvrebø |
| Šesták 60' Hamšík 73' (pen.)                |       | 68' Pudil 84' Baroš | Tehelné pole, Bratislava diváci: 22 000 rozhodčí: Tom Henning Øvrebø |

| 9. září 2009 kvalifikace MS 2010, skupina 3                |       |            |                                                                       |
| Česko                                                      | 7 – 0 | San Marino | Městský stadion, Uherské Hradiště diváci: 8 120 rozhodčí: Amirchanjan |
| Baroš 27', 44', 45' (pen.), 66' Svěrkoš 46', 90' Necid 86' |       |            | Městský stadion, Uherské Hradiště diváci: 8 120 rozhodčí: Amirchanjan |

| 10. října 2009 kvalifikace MS 2010, skupina 3 |       |        |                                                                |
| Česko                                         | 2 – 0 | Polsko | Generali Arena, Praha diváci: 14 010 rozhodčí: Claus Bo Larsen |
| Necid 51' Plašil 75'                          |       |        | Generali Arena, Praha diváci: 14 010 rozhodčí: Claus Bo Larsen |

| 14. října 2009 kvalifikace MS 2010, skupina 3 |       |               |                                                              |
| Česko                                         | 0 – 0 | Severní Irsko | Fortuna Arena, Praha diváci: 8 002 rozhodčí: Laurent Duhamel |
|                                               |       |               | Fortuna Arena, Praha diváci: 8 002 rozhodčí: Laurent Duhamel |

| 15. listopadu 2009 turnaj 4 zemí v SAE |       |       |                                                         |
| SAE                                    | 0 – 0 | Česko | Al Gara, Al Ajn diváci: 5 000 rozhodčí: Sulaiman Dalkam |
|                                        |       |       | Al Gara, Al Ajn diváci: 5 000 rozhodčí: Sulaiman Dalkam |

|                               |       | Penaltový rozstřel                  |  |
| Abdalláh Džábir Kamali Rahmán | 3 – 2 | Rozehnal Necid Rajnoch Magera Pudil |  |

| 18. listopadu 2009 turnaj 4 zemí v SAE |       |                        |                                                 |
| Česko                                  | 0 – 2 | Ázerbájdžán            | Al Gara, Al-Ajn diváci: 500 rozhodčí: Farid Ali |
|                                        |       | 25' Cavadov 89' Abışov | Al Gara, Al-Ajn diváci: 500 rozhodčí: Farid Ali |